# Puebla de San Medel
Puebla de San Medel es un municipio y localidad española de la provincia de Salamanca, en la comunidad autónoma de Castilla y León. Se integra dentro de la comarca de la Sierra de Béjar. Pertenece al partido judicial de Béjar.
Su término municipal está formado por dos núcleos de población, Puebla de San Medel (capital municipal) y San Medel.
Ocupa una superficie total de 9,28 km² y según los datos demográficos recogidos en el padrón municipal elaborado por el INE en el año 2017, cuenta con una población de 44 habitantes.
Está rodeado de pueblos como Valdelacasa, Fuentes de Béjar, Ledrada y Guijuelo. A 30 minutos en coche se sitúa La Covatilla. Posee gran importancia respecto a su flora, ya que existe una gran cantidad de árboles, como la encina y el roble, y de plantas, como el tomillo. 

## Historia

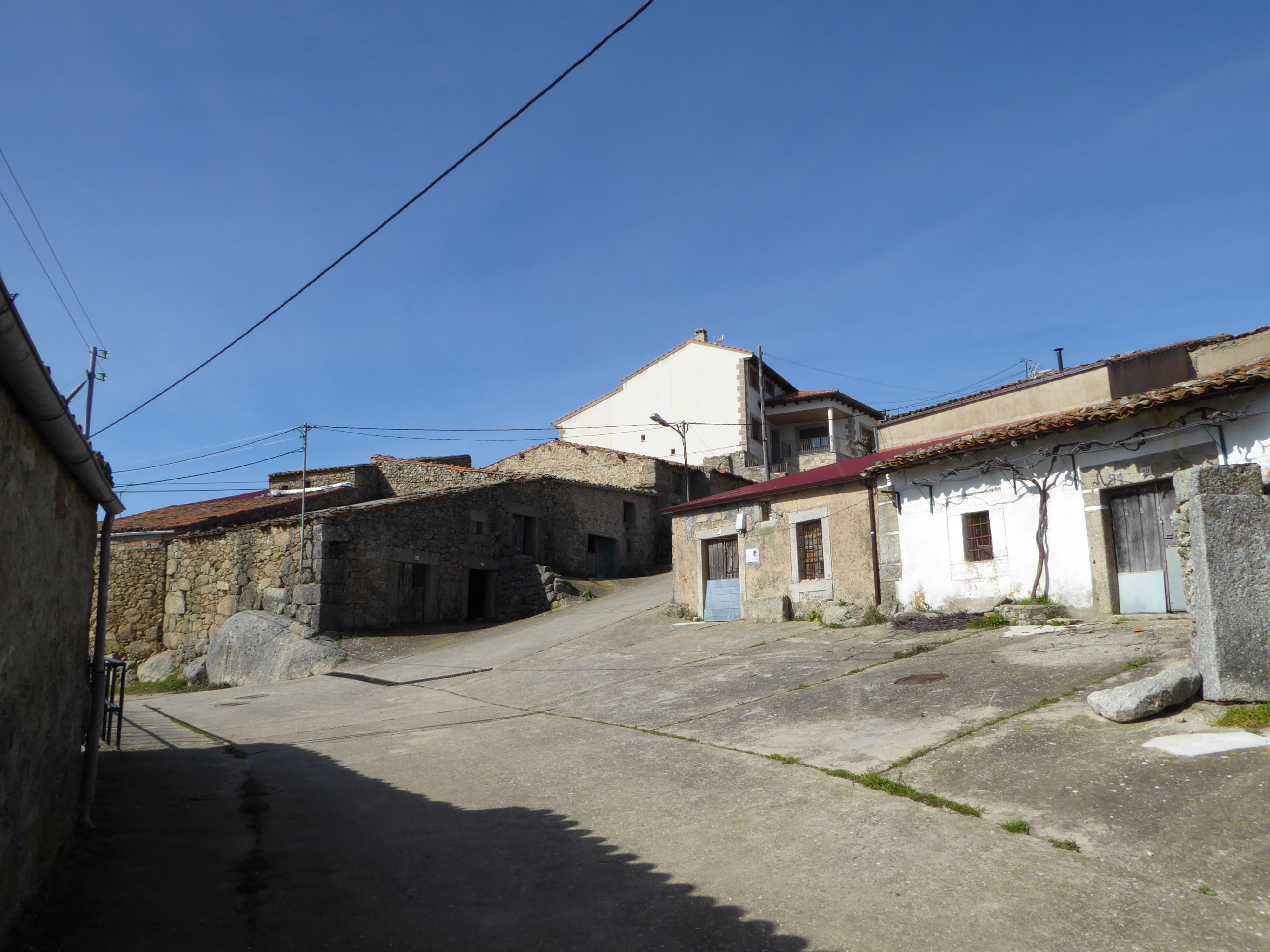
Calle San Pedro

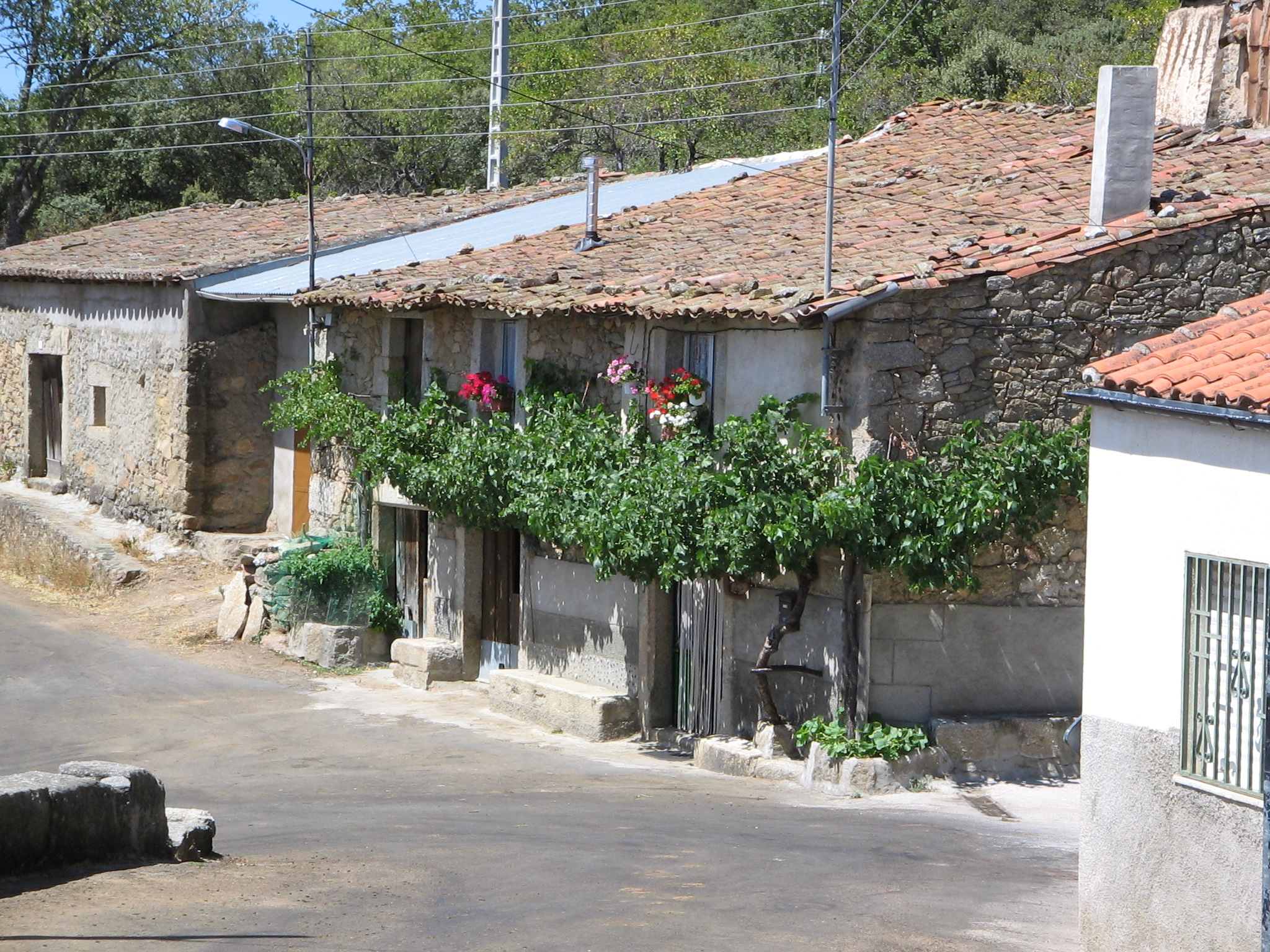
Casa típica

Su fundación puede datarse en las repoblaciones medievales, pasando a formar parte, tras la muerte de Alfonso VII de León, del concejo castellano de Ávila. Tras la creación, en 1209, de la Comunidad de Villa y Tierra de Béjar, Puebla de San Medel, entonces simplemente "San Medel", pasó a formar parte de la misma.
Como parte de la comunidad bejarana, tras la pérdida del voto en Cortes de Béjar y su paso a depender de Salamanca en ese aspecto a partir de 1425, hecho favorecido por el paso de Béjar y su territorio a manos de los Zúñiga en 1396, Puebla de San Medel pasó a formar parte del Reino de León, en el que se ha mantenido en las divisiones territoriales de Floridablanca en 1785 y finalmente en la de 1833 en que se crean las actuales provincias, quedando integrado Puebla de San Medel en la provincia de Salamanca, dentro de la Región Leonesa.

## Geografía humana

### Demografía
Cuenta con una población de 33 habitantes (INE 2024).
| Gráfica de evolución demográfica de Puebla de San Medel entre 1842 y 2021                                             |
| |
| Población de derecho según los censos de población del INE. Población de hecho según los censos de población del INE. |

Según el Instituto Nacional de Estadística, Puebla de San Medel tenía, a 31 de diciembre de 2018, una población total de 38 habitantes, de los cuales 23 eran hombres y 15 mujeres. Respecto al año 2000, el censo refleja 67 habitantes, de los cuales 36 eran hombres y 31 mujeres. Por lo tanto, la pérdida de población en el municipio para el periodo 2000-2018 ha sido de 29 habitantes, un 43% de descenso.
El municipio se divide en dos núcleos de población. De los 38 habitantes que poseía el municipio en 2018, Puebla de San Medel contaba con 27, de los cuales 16 eran hombres y 11 mujeres, y San Medel con 11, de los cuales 7 eran hombres y 4 mujeres.

### Transporte
El municipio está bien comunicado por carretera, siendo atravesado por la DSA-244 que lo une con Fuentes de Béjar. Desde allí es posible además acceder a la N-630 que une Gijón con Sevilla y a la autovía Ruta de la Plata que tiene el mismo recorrido y permite unas comunicaciones más rápidas con el municipio. 
En cuanto al transporte público se refiere, tras el cierre de la ruta ferroviaria de la Vía de la Plata, que pasaba por el municipio de Guijuelo y contaba con estación en el mismo, no existen servicios de tren en el municipio ni en los vecinos, ni tampoco línea regular con servicio de autobús, siendo la estación más cercana la de Guijuelo. Por otro lado el aeropuerto de Salamanca es el más cercano, estando a unos 76 km de distancia.

## Administración y política
| Partido político                              | 2019  | 2019  | 2019       | 2015  | 2015  | 2015       | 2011  | 2011  | 2011       | 2007  | 2007  | 2007       | 2003  | 2003  | 2003       |
| Partido político                              | %     | Votos | Concejales | %     | Votos | Concejales | %     | Votos | Concejales | %     | Votos | Concejales | %     | Votos | Concejales |
| Partido Popular (PP)                          | 61,54 | 16    | 2          | 48,57 | 17    | 2          | 63,16 | 24    | 2          | 60,47 | 26    | 1          | 44,19 | 19    | 1          |
| Partido Socialista Obrero Español (PSOE)      | 30,77 | 8     | 1          | 37,14 | 13    | 1          | 34,21 | 13    | 1          | 39,53 | 17    | 0          | 20,93 | 9     | 0          |
| Unidad Regionalista de Castilla y León (URCL) | —     | —     | —          | —     | —     | —          | —     | —     | —          | —     | —     | —          | 34,88 | 15    | 0          |

## Cultura

### Fiestas
Puebla de San Medel celebra sus fiestas el primer fin de semana de julio, en honor a San Pedro Apóstol.